# Carsten Matthias
Carsten Matthias (* 11. Mai 1963) ist ein ehemaliger deutscher Tischtennisspieler und -funktionär. Er gewann 1987 die Deutsche Meisterschaft im Doppel.

## Werdegang
Carsten Matthias’ Eltern sind ehemalige Tischtennis-Nationalspieler. Sein Vater Günter Matthias spielte in der DDR, seine Mutter Uschi Matthias in Westdeutschland. Carsten begann seine Karriere im Verein SC Fürstenfeldbruck, mit dessen Herrenmannschaft er in der Zweiten Bundesliga spielte. 1984 schloss er sich dem Erst-Bundesligaverein Spvg Steinhagen an.
Seine Vereinsstationen waren
- ???? – 1982 TSV Ottobrunn
- 1982 – 1984 SC Fürstenfeldbruck (2. BL)
- 1984 – 1987 Spvg Steinhagen (1. BL)
- 1987 – 1988 TTC Grünweiß Bad Hamm (1. BL)[2]
- 1988 – 1990 Post SV Mülheim (2. BL, Aufstieg in 1. BL)[3]
- 1990 – 1991 Spvg Steinhagen (1. BL)[4]
- 1991 – 1992 Post SV Mülheim (2. BL)[5]
- 1992 – 1993 TTF Bad Honnef (2. BL)[6]
- 1993 – 1994 ESV Jahn Kassel[7]
- 1994 – 1996 PSV Oberhausen (Aufstieg in 2. BL)[8]
- 1996 – 1997 TTC Lampertheim[9]
- 1997 – 1999 FC Bayern München[10]
- 1999 – 2000 Post SV Telekom Augsburg
- 2000 – heute TSV Ottobrunn[11]

Die Saison 1993/94 in Kassel berechtigte Matthias zur Teilnahme an der Hessenmeisterschaft, bei denen er auf Anhieb den Titel im Einzel gewann.
Seinen größten Erfolg erzielte Matthias bei den Nationalen Deutschen Meisterschaften 1987 in Berlin. Hier wurde er zusammen mit Bernd Sonntag deutscher Meister im Doppel vor Wilfried Lieck/Manfred Nieswand. Carsten Matthias ist promovierter Chemiker.

## Funktionär
Seit Ende 1996 gehört Matthias als Geschäftsführer dem Präsidium des Bayerischen TT-Verbandes an.